# Newark-supergroep
De Newark-supergroep (Engels: Newark Supergroup) is een lithostratigrafische eenheid met de rang van een supergroep, die cumulatief over alle bekkens een indrukwekkende aaneenschakeling omvat van maximaal ongeveer 15.000 meter van ten minste het Midden-Trias tot het Onder-Jura. Het vormt overwegend siliciclastisch-sedimentaire, deels afwisselend met basaltvulling, talrijke grotere en kleinere fossiele sedimentaire bekkens aan de oostkust van de Verenigde Staten en in de maritieme provincies van Canada. De afzetting van deze sedimenten en de vorming van de overeenkomstige bekkens en het bijbehorende basaltische vulkanisme hangen nauw samen met de vroege fase van het ontstaan van de Atlantische Oceaan. De lagere Jura-lagen van de Newark Supergroup zijn van uitzonderlijk wetenschapshistorisch belang, gezien de vindplaatsen van de historisch eerste dinosauriër-pootafdrukken en beenderen, de eerste grotendeels volledig bewaarde visfossielen en de eerste insecten uit het Mesozoïcum van Noord-Amerika.

## Geschiedenis
De naam Newark Group werd in 1856 bedacht door William Charles Redfield. Voorheen werden de vaak roodachtig gekleurde siliciclasten uit het Vroeg-Mesozoïcum van de oostkuststaten van de Verenigde Staten vanwege veronderstelde vergelijkbare leeftijden met gelijkaardig gevormde sequenties in het Europese sediment, vooral in Groot-Brittannië, verschillend gekwalificeerd, eerst als Old Red Sandstone en vanaf de jaren 1830 vaak als New Red Sandstone†. Redfield vond zijn naamkeuze passender vanwege het groeiende paleontologische bewijs dat deze lagen jonger zijn dan de nieuwe rode zandsteen van Groot-Brittannië. Hoewel dit later maar ten dele juist bleek te zijn, kwam in de 20e eeuw de naam Newark aanvankelijk ook voor in de combinaties Newark System en Newark Series. Israel Russell, in een monografie gepubliceerd in 1892, gaf hem de voorkeur vanwege zijn regionale referentie, zonder enig inherent vermoeden van correlatie met een bepaalde Europese gesteente-eenheid. Daarmee voldeed hij al aan de naamgevingsregels van de moderne lithostratigrafie. Russell (1892), onder meer gebaseerd op James Dwight Dana (1875), nam ook de ontsluitingen in de Canadian Maritime Provinces op in het verspreidingsgebied van het Newark System.
Na het dominant worden van de hypothese van de plaattectoniek, de Theory of New Global Tectonics, eind jaren 1960, groeide het besef dat het ontstaan van de bekkens en dus ook de afzetting van de sedimenten van de Newark Group met het uiteenvallen van West-Pangea en de vorming van de Atlantische Oceaan samenhangen.
In 1978 stelde Paul Eric Olsen, recent afgestudeerd aan Yale's Peabody Museum of Geology, voor om de Newark Group te verheffen tot de rang van supergroep, aangezien sommige van de bekkenvullingen nu hun eigen groepen hadden (waaronder de Fundy Group en Dan River Group) en de term Newark Group daarom niet langer geschikt was als overkoepelende term voor alle bassinvullingen. In 1984 vroeg Olsen officieel om deze promotie en de acceptatie ervan door de United States Geological Survey. Talrijke publicaties in de volgende decennia zorgden ervoor dat de naam Olsen onlosmakelijk verbonden is met modern, vooral sedimentologisch, stratigrafisch en paleontologisch onderzoek naar de Newark Supergroup.

## Regionaal geologisch kader
De keten van bekkens waarin de Newark Supergroup-sedimenten en hun begraven equivalenten werden afgezet, ontstond tijdens het Midden-Trias als onderdeel van het uitrekken van de aardkorst in het Noord-Amerikaans/Noord-Afrikaanse deel van de grotendeels geërodeerde Variscan-berggordel. Het Noord-Amerikaanse deel van het overeenkomstige systeem van breukvlakken (Central Atlantic Margin, afgekort CAM) geldt als de Mesozoïsche tegenhanger van het huidige Great African Rift System, en wordt het Eastern North American Rift System (ENARS) genoemd. Rektektoniek is de regionale uitdrukking van het uiteenvallen van het supercontinent Pangaea en vertegenwoordigt de beginfase van het ontstaan van de centrale Atlantische Oceaan.
De basalten, die zijn geïntegreerd in de sedimentaire sequentie van de overgang tussen het Trias en de Jura, zijn ook nauw verbonden aan deze plaattektonische gebeurtenis. De basalten maken deel uit van de Central Atlantic Magmatic Province (kortweg CAMP), die zich ook uitstrekt tot Noordwest- en West-Afrika en noordoostelijk Zuid-Amerika.
Met de overgang naar de spreiding van de oceaanbodem ('rift to drift') in het eigenlijke Centraal-Atlantische bekken in het verdere verloop van het Onder-Jura, eindigde de expansie van de continentale aardkorst en dus ook de verzakking en de opname van sedimenten in de bekkens van de Newark Supergroup. Tijdens deze fase ervoeren de spleetbekkens in het oosten van Noord-Amerika zelfs een lichte inversie, waarbij de bewegingsrichting van de vorige uitzetting werd omgekeerd en plooien werden gevormd in sommige van de bekkenvullingen. Aangenomen wordt dat de oorzaak van deze compressiefase in het begin lag van de 'ridge push' in de Atlantische verspreidingszone en/of in de traagheidskrachten afkomstig van het Noord-Amerikaanse continentale blok (Laurentia) tegengesteld aan de plaatbeweging. Sindsdien zijn zowel de meest recente lagen van de bekkenvullingen als de dunne afzettingen die oorspronkelijk waarschijnlijk tussen de huidige bekkenresten (depocentra) bestonden, weer afgesleten vanwege hun min of meer permanente positie boven de erosiebasis.

## Petrologie

### Sedimentgesteenten - facies en cycli
De opeenvolging van de Newark Supergroup bestaat voornamelijk uit roodachtige siliciclastische gesteenten, die oorspronkelijk als sedimenten werden afgezet, hetzij door rivieren (fluviatiel) of in meren (lacustrien/limnisch). Ten noorden van North Carolina, in het Trias-gedeelte van bekkenvullingen, is over het algemeen een driedeling van de reeks te onderscheiden: een basaal, overwegend fluviaal gedeelte wordt gevolgd door een interval dat wordt gedomineerd door diepwaterlacustriene afzettingen, vaak met grijze of zwarte lagen, gevolgd door een interval met overwegend lacustriene, roodachtige afzettingen, waarbij de grenzen tussen deze intervallen niet van dezelfde leeftijd zijn over de bekkens heen (isochroon). In de Onder-Jura-secties van de bekkenvullingen kan geen vergelijkbare typische verticale facies-sequentie worden geïdentificeerd.
Intervallen met dominante lacustriene sedimentatie vertonen zijdelings een concentrische structuur. De fijnkorrelige afzettingen (klei-slibgesteenten) zijn te vinden in de relatief centrale bekkengebieden met de hoogste bodemdaling. Zandige fluviatiele en delta-sedimenten vertanden zich naar buiten met deze feitelijke lacustriene facies, die verder opgaan in conglomeraten in de richting van de bekkenrandverstoring. Verticaal vertonen veel van de dikke opeenvolgingen van lacustriene facies eigenlijk een cyclische architectuur die de door de Milanković-parameters aangestuurde klimaatvariabiliteit weerspiegelt. De Van Houten-cycli die op schaal waarneembaar zijn, zijn bekken-brede correleerbare lacustriene transgressie-regressiecycli die overeenkomen met de ongeveer twintigduizend jaar durende precessiecyclus. De McLaucghlin-cycli, die alleen op kaartschaal waarneembaar zijn en elk ongeveer twintig Van Houten-cycli omvatten, vertegenwoordigen langere maar extremere klimaatschommelingen in de excentriciteitscyclus van ongeveer vierhonderdduizend jaar.
Lagen van fluviatiele oorsprong worden voornamelijk geïnterpreteerd als bewijs van vervlochten rivieren. Overeenkomstige afzettingen zijn meestal aanwezig in de vorm van roodbruine, grindachtige en/of arctische zandsteen. Vooral in de Doswell- en Lockatong-formatie (volgens de nieuwe nomenclatuur) van verschillende, meestal kleinere bekkens in North Carolina en Virginia, komen steenkoollagen voor met een dikte tussen vijf centimeter en twee meter, geassocieerd met zowel fluviatile als lacustriene afzettingen. Eolische sedimenten (duinzanden) zijn ook relatief wijdverbreid in het Fundy Basin.

### Vulkanisch gesteente
Het vulkanisch gesteente van De Newark Supergroup omvat tholeiite basaltdekens en verwante pyroclastische sedimenten. Ze variëren slechts in geringe mate in hun relatieve chemische en minerale samenstelling, waarbij elk van de drie (volgens de nieuwe nomenclatuur) door vulkaniet gedomineerde formaties een verschillende samenstelling hebben. Deze samenstellingen komen in wezen overeen met de chemotypes, geïdentificeerd door Weigand & Ragland (1970) in het Doleriet uit het vroege Jura in het oosten van Noord-Amerika en door Tollo & Gottfried (1989) in het basalt van Hook Mountain (Hampden Formation volgens nieuwe nomenclatuur) van het Newark Basin. Dienovereenkomstig komt het basalt van de Talcott-formatie overeen met het type titaniumrijke, kwartsnormatieve tholeiiet (HTQ; meer dan 1,0 gew.% TiO2), het chemisch relatief variabele basalt van de Holyoke-formatie met het type ijzerrijke, kwartsnormatief tholeiiet (HFQ; 13-15 -% totaal Fe2O3) en het Culpeper Basin en Newark Basin ook van het titaniumarme kwartsnormatieve tholeiiettype (LTQ; 0,7-0,8 gew.% TiO2) en het basalt van de Hampden Vorming met het ijzer-titaniumrijke type kwarts-normatieve tholeiiet (HFTQ; meer dan 15 gew.% totaal Fe2O3 met meer dan 1,3 gew.% TiO2).

## Fossiele gids
De Newark Supergroup wordt nu beschouwd als een van de meest fossielrijke continentale lagen ter wereld. Afhankelijk van de sedimentaire facies respectievelijk de -omgeving, bevat het voornamelijk gewervelde landdieren (tetrapoden), een grote verscheidenheid aan vissen (voornamelijk min of meer basale straalvinnige vissen uit de groepen Palaeonisciformes of Semionotiformes), terrestrische en aquatische geleedpotigen, zoetwaterweekdieren, planten, fossiele pootafdrukken van gewervelde landdieren en sporenfossielen van ongewervelde dieren in verschillende staat van conservering. De zand-conglomeraat fluviatile-alluviale marginale facies bevatten talrijke terrestrische gewervelde dieren, maar vaak alleen in slechte tot matige conservering (dat wil zeggen min of meer ernstig afgesleten individuele botten en botfragmenten die slechts zelden kunnen worden geïdentificeerd of gediagnosticeerd op genus- of zelfs soortniveau). Plantenresten komen daar alleen voor in de vorm van onherkenbaar kaf. Daarentegen bevatten de stilstaande wateren van de meer centrale bekkengebieden planten, ongewervelde dieren, vissen en sommige (in het water en op het land) gewervelde landdieren die goed tot uitzonderlijk goed geconserveerd zijn (reservaten). Pootafdrukken zijn te vinden in de fijnkorrelige rivierafzettingen (alluviale vlakte) en vooral in de lacustriene afzettingen nabij de kust, periodiek droge gebieden, waarbij ze, zoals gebruikelijk niet of nauwelijks in verband kunnen worden gebracht met fossiele botten.
Enerzijds vertonen de terrestrische gewervelde faunae relaties met faunae van ongeveer dezelfde leeftijd van het Colorado-plateau (Chinle Formation, Kayenta Formation) en van Europees-Noord-Afrika (Germanic Basin, Argana Basin) en Chinese faunae, maar ook relaties met faunae uit Gondwana (vooral die van het Paraná-Karoo-bekkencomplex in het zuidoosten van Zuid-Amerika en zuidelijk Afrika).
Omdat het fossielhoudende lagen uit het Neder-Jura in het noordelijke deel van zijn verspreidingsgebied omvat, biedt de Newark-supergroep inzicht in de massa-extinctie van het Trias-Jura en het daaropvolgende herstel.

### Midden-Trias
Gewervelde fossiele gemeenschappen uit het Midden-Trias zijn alleen te vinden in het Fundy Basin. Er wordt onderscheid gemaakt tussen een oudere Economy Formation en een jongere Evangeline Formation. De oudste bevat verspreide overblijfselen van "amfibieën", meer specifiek Trematosauria (voorheen geïdentificeerd als Aphaneramma of Cosgriffius) en capitosauride temnospondylen, die niet duidelijk kunnen worden geïdentificeerd op genusniveau. Amniota worden vertegenwoordigd door procolofoniden en verschillende leden van de Archosauriformes, waarvan alleen Tanystropheus duidelijk herkenbaar is aan een enkele halswervel.
Een vergelijkbare maar duidelijke fauna omvat de Evangeline-formatie, met de metoposauride temnospondyl Metoposaurus bakeri en de procolofoniden Acadiella psalidodon, Haligonia bolodon en Scoloparia glyphanodon, evenals de nauw aan Trilophosaurus verwante Teraterpeton hrynewichorum, "hogere"(Hyperodapedon) Rhynchosauria, archosauriërs uit de groepen van aetosauriërs en Rauisuchia, en met Arctotraversodon plemmyridon ook een betrouwbaar identificeerbare vertegenwoordiger van de cynodonten. Materiaal dat eerder aan dinosauriërs werd toegeschreven, behoort waarschijnlijk tot andere archosauriërgroepen die hierboven al zijn genoemd en slechts in sommige gevallen behoort tot niet-dinosaurische Ornithodira. In tegenstelling tot Weems et al. (2016) dateren Sues & Olsen (2015) de Evangeline-formatie (of de Evangeline-subformatie van de Wolfville-formatie) niet in het late Midden-Trias (Ladinien), maar in het vroege Boven-Trias (Carnien).

### Boven-Trias
Terrestrische gewervelde faunae in fluviatiele lagen in het Boven-Trias van de Newark-supergroep worden gedomineerd door procolofoniden (met Hypsognathus fenneri als de laatste vertegenwoordiger van de groep in de geologische en evolutionaire geschiedenis), phytosauriërs, aetosauriërs, Rauisuchia en hyperodapedontine rhynchosauriërs. Dinosauriërs vormen slechts ondergeschikte fauna-elementen en worden vertegenwoordigd door niet-gespecificeerde fragmentarische overblijfselen van (waarschijnlijk uitsluitend coelophysoïde) theropoden. Het eerder veronderstelde voorkomen van Prosauropoda is niet bewezen voor het Boven-Trias in heel Noord-Amerika vanwege een gebrek aan diagnostisch materiaal. Het eerder veronderstelde voorkomen van Ornithischia ("Fabrosauridae", Galtonia gibbidens, Pekinosaurus olseni) wordt nu zelfs algemeen betwijfeld voor het Boven-Trias. De familierelaties van de schedel van een klein juveniel reptiel uit de New Haven Arkosis (Passaic Formation of the Hartford-Deerfield Basin), beschreven in 1993, zijn ook omstreden. Oorspronkelijk geclassificeerd als een niet-geïdentificeerde sphenodont, werd het in 2018 opnieuw beschreven als een archosauriër uit de basale stamgroep onder de naam Colobops noviportensis, en de interpretaties en conclusies die uit dit werk werden getrokken, werden onmiddellijk betwist wegens de matige preservering van het materiaal.
Fossiele, relatief duidelijk identificeerbare moerasafzettingen (gedefinieerd als dysoxische fijnkorrelige afzettingen in dicht beplante delen van stilstaand water) zijn beperkt tot de zuidelijke Newark Supergroup-bekkens en tot het lagere Boven-Trias (Carnien). De oudste goed bewaarde macroflora van de reeks komt voor in de lagere Carnien (Doswell Formation) van het kleine Richmond Basin (Virginia). Zij wordt gedomineerd door varens (inclusief Clathropteris), paardestaarten (inclusief Neocalamites, Equisetites) en palmvarens (Macrotaeniopteris, Taeniopteris, Pterophyllum). Daarbij hoort een visfauna waarin de soort Dictyopyge macrurus (Palaeonisciformes, Redfieldioidei) verreweg de meest voorkomende soort is. Deze soort is endemisch in de kleine stroomgebieden van Oost-Virginia, waar hij alomtegenwoordig is in alle vishoudende lagen, niet alleen in het lagere Carnien. Dit onderscheidt de visfaunae van deze bassins van alle andere visfaunae uit het Laat-Trias in de Newark Supergroup. Jongere (maar gedeeltelijk onzeker gedateerde) terrestrische gewervelde faunae uit het Carnien in (waarschijnlijke) moerasafzettingen van deze bekkens omvatten cynodonten (zoals de traversodontiden Boreogomphodon jeffersoni, de eucynodont Microconodon tenuirostris en de cynodont van onduidelijke positie Dromatheriums), dicynodonten (Placerias), hogere vertegenwoordigers van de krokodilstamgroep (Carnufex carolinensis en de sphenosuchiër Dromicosuchus grallator), phytosauriërs (Rutiodon, dominant in het Midden-Carnien), de stamgroeparchosauriër Uatchitodon, alleen bekend van zijn hoektanden, en traditioneel als Metoposauridae geclassificeerde temnospondylen. De temnospondyle Calamops paludosus, die is ontstaan in mogelijke moerasafzettingen in het Newark Basin en ook traditioneel wordt geclassificeerd als een metoposauride, wordt nu toegewezen aan de Trematosauria.
Vanuit een platte open lacustriene facies van de Doswell-formatie van het Taylorsville-bekken (Virginia), werd de krokodilachtige maar zeer eigenaardig gebouwde basale stamgroeparchosauriër Doswellia Kaltenbachi beschreven.
De overgrote meerderheid van de beter bewaarde fossiele exemplaren is afkomstig uit diepe lacustriene lagen in de Van Houten-cycli van de meer centrale bekkenfacies. Een rijke vreemde macroflora met varens, paardenstaarten, cycaden en coniferen komt niet algemeen voor, maar waarschijnlijk alleen waar de oevers relatief dichtbij waren en plantaardig materiaal dat werd aangevoerd gemakkelijk de diepere merengebieden kon bereiken, d.w.z. alleen in de vernauwingen van de grotere bekkens zoals het Dan River-Danville Basin. Hetzelfde geldt blijkbaar voor het voorkomen van insecten. In de Upper Karnian of Lower Norian (Cow Branch of Lockatong Formation) van het Danville Basin, is de Solite Quarry in de buurt van Eden (Leaksville Junction, North Carolina) de enige locatie in het Boven-Trias waarvan bekend is dat er volledig en gedetailleerd aquatische en terrestrische insecten voorkomen. In 2007 waren er in deze plaats ongeveer vijftig verschillende soorten vliegende insecten geïdentificeerd, verdeeld in elf grote groepen (kakkerlakken, kevers, dipteranen, snavelvliegen, libellen, sprinkhanen, steenvliegen, bladluizen, krekels, kevers en trips). In 2010 waren er tijdens de opgravingen in totaal vierduizend exemplaren verzameld. Bovendien is van deze plaats de geologisch oudste echte webspin beschreven.
Van de hogere trofische niveaus in de diepzee hebben voornamelijk vissen het overleefd. Er zijn in totaal tienduizenden exemplaren verzameld op verschillende opgravingslocaties. Over het algemeen domineren vertegenwoordigers van het typegeslacht Semionotiformes Semionotus, in het hogere Boven-Trias domineren ook de Palaeonisconide Turseodus en de coelacanth Diplurus (= Osteopleurus) newarki. Minder vaak, maar nog steeds relatief vaak, zijn gewervelde landdieren met name vertegenwoordigd door de eigenaardige diapsiden Tanytrachelos ahynis (een tanystropheide) en Hypuronector limnaios (een drepanosauride van controversiële ecologie), evenals het diapside glijdende reptiel Icarosaurus siefkeri en enkele overblijfselen van fytosauriërs. Een belangrijke vindplaats voor al deze reptielen is de inmiddels niet meer bestaande Granton-steengroeve in de gemeente North Bergen, New Jersey (Lockatong Formation, Newark Basin).

### Onder-Jura
De enige rijke fossiele afzetting van gewervelde dieren uit het Onder-Jura in het oosten van Noord-Amerika is Wasson Bluff bij Parrsboro in het Fundy Basin. Dinosauriërs vormen slechts een ondergeschikt element van de fauna en worden voornamelijk vertegenwoordigd door een vermeende prosauropode (cf. Ammosaurus en cf. Fendusaurus eldoni). Er zijn ook schaarse overblijfselen van kleine theropoden en Ornithischia. Amnioten van de synapsidenlijn worden vertegenwoordigd door cynodonten uit de groepen Tritheledontidae (Pachygenelus cf. monus) en Tritylodontidae (Oligokyphus).
De eerste resten van prosauropoden (Anchisaurus polyzelus) in alluviale/fluviatiele zandsteen van de Connecticut Valley (Portland-groep van het Hartford-Deerfield Basin), gedaan in 1818, vertegenwoordigen de eerste vondsten van basale dinosauriërbotten in Noord-Amerika, meer dan dertig jaar voordat het taxon Dinosauria door Richard Owen benoemd zou worden. Ze werden echter aanvankelijk verkeerd geïnterpreteerd als vogels. Uit ongeveer dezelfde lagen en hetzelfde gebied komen de overblijfselen van een coelophyside theropode, Podokesaurus holyokensis, waarvan het oorspronkelijk materiaal in 1916 bij een brand werd vernietigd.
Van kleiachtige sliblagen van de Newark- en Hartford-Deerfield-bekkens, die volgens sedimentologische bevindingen werden afgezet in alluviale vlaktes of vlakke lacustrine, zijn overblijfselen van insecten bekend, waarvan de meeste afkomstig zijn van kevers (meestal geïsoleerde dekschilden). Op twee plaatsen in de Turners-Falls-zandsteen (Oost-Berlijnse formatie volgens nieuwe nomenclatuur; vroege Hettangien) van het Deerfield (deel)bekken bij Turners Falls, Massachusetts, komen vermeende keverlarven in hoge concentraties voor, wat in 1850 de eerste bekende insectenfossielen uit het Mesozoïcum waren waarvan is gedocumenteerd dat ze zijn verzameld in Noord-Amerika. Ze werden voor het eerst beschreven in 1858 onder de naam Mormolucoides articulatus. Deze larven stierven waarschijnlijk in grote aantallen tijdens het droge seizoen als gevolg van het toenemende zoutgehalte van de ondiepe wateren.
Er zijn tienduizenden exemplaren van min of meer complete vissen teruggevonden in de diepe lacustriene facies van de lagere Juralagen van de Newark Supergroep. In ruil daarvoor bevat het bijna geen overblijfselen van gewervelde landdieren, met uitzondering van een paar geïsoleerde tanden en enkele botten, die waarschijnlijk van dinosauriëroorsprong zijn. De visfaunae worden gedomineerd door verschillende endemische soorten van Semionotus en omvatten ook leden van de geslachten Redfieldius (typegeslacht van de Palaeonisciformes, subgroep Redfieldioidei), Ptycholepis (typegeslacht van de basale straalvinnige groep Ptycholepidiformes) en de coelacanth Diplurus longicaudatus. Deze afzettingen hebben ook een hoge wetenschappelijk-historische waarde, omdat de historisch oudste vondsten van gearticuleerde fossiele vissen in de Verenigde Staten daaruit afkomstig zijn. Planten die overleven in de Jura diepwaterfacies worden vertegenwoordigd door geïsoleerde maar goed bewaarde scheuten, bladeren en takken van varens, palmvarens (Otozamites) en coniferen.

## Sporen van fossielen
Hoewel de datering van de Honeycomb-Point-Formation als Boven-Perm ook gebaseerd is op palichnologische vondsten, zijn de relevante pootafdrukken, die gelijkenis vertonen met de geslachten Dimetropus en Hyloidichnus uit het Perm, te slecht bewaard voor een exacte bepaling en bovendien niet direct toegankelijk.
De fluviatiele en vooral de marginaal lacustrine afgezette Boven-Trias en Onder-Jura-lagen van de Newark-supergroep in het noordoosten van de Verenigde Staten zijn sinds de 19e eeuw wereldberoemd vanwege hun sporen en pootafdrukken van tetrapoden. Met betrekking tot de frequentieverdeling van de taxa van gewervelde landdieren die vermoedelijk worden weergegeven door de pootafdrukken, verschilt het fossielenbestand van sporen aanzienlijk van het fossielenbestand van het lichaam.
In het Boven-Trias zijn bijvoorbeeld de sporengeslachten Atreipus, Grallator, Anchisauripus en Evazoum, toegewezen aan de meer basale Dinosauropmorpha (bijvoorbeeld Silesauridae) en zelfs echte Dinosauria, sterk oververtegenwoordigd in vergelijking met het gevonden bot- en tandmateriaal van Dinosauromorpha. De sporengeslachten Rhynchosauroides (sphenodote pootafdrukken/sporen), Gwyneddichnium (tanystropheïde pootafdrukken/sporen) evenals Procolophonichnus en Cynodontipus (pootafdrukken/sporen of holen van procolophoniden), zijn daarentegen nogal ondervertegenwoordigd. Sporen van temnospondylen zijn helemaal niet vertegenwoordigd onder de bewaarde pootafdrukken. De frequentie van het fytosaurische spoor Apatopus komt ruwweg overeen met de frequentie van bewaarde fytosaurische botten.
Een soortgelijke onevenwichtigheid bestaat in het Jura. Theropode en ornithischische sporen (Grallator, Eubrontes, Amonoepus) zijn daar sterk oververtegenwoordigd, terwijl de ichnogenus Otozoum, die vooral geïnterpreteerd wordt als een prosauropode spoor, ondervertegenwoordigd is. Ook ondervertegenwoordigd zijn de zeldzame sporengeslachten Rhynchosauroides en Ameghinichnus, waarvan de laatste wordt toegeschreven aan tritheledontide cynodonten. Nogmaals, slechts één  archosauriërspoor van de krokodilachtigenlijn, Batrachopus, is ongeveer net zo gewoon als het botmateriaal van zijn potentiële makers.
De onbalans wordt verklaard door de mogelijkheid dat fossiele gemeenschappen van de sporen en de lichaamsdelen elk verschillende tetrapodenfaunae vertegenwoordigen of dat de fossiele gemeenschappen van lichaamsdelen helemaal geen echte faunae vertegenwoordigen, maar waarschijnlijk werden geselecteerd en vermengd door watertransport.